# 山本直文
山本 直文（やまもと なおよし、1890年8月4日 - 1982年9月27日）は、フランス文学者・翻訳者。東京都出身。フランス料理書に関する著書が多くエスコフィエ協会日本支部の発足にも尽力、日本の料理人のフランス研修も援助して日本のフランス料理界の恩人と言われている。

## 経歴
- 1890年（明治23年） - 東京府生まれ。
- 1917年（大正6年） - 東京帝国大学文学部卒業。
- 1921年（大正10年） - 学習院大学教授
- 1932年（昭和7年） - フランス政府からレジオン・ドヌール勲章を受章。
- 1951年（昭和26年） - 東京芸術大学フランス語教授。
- 1971年（昭和46年） - エスコフィエ協会日本支部名誉顧問。
- 1972年（昭和47年） - エスコフィエ名誉弟子。
- 1975年（昭和50年） - 第1回食生活文化賞受賞。
- 1977年（昭和52年） - 勲三等瑞宝章受賞。
- 1982年（昭和57年） - 自宅のある長野県軽井沢町に程近い佐久市内の病院[2]にて9月27日、死去（享年92）
- 1984年（昭和59年） - 山本直文料理関連蔵書、エスコフィエ協会へ寄贈（山本文庫創設）

## 著書
- 『独習仏蘭西語』春陽堂, 1933
- 『入門フランス語』 (楽しいフランス語双書) 三笠書房, 1952
- 『新フランス文法』三笠書房（1955年）
- 『仏蘭西料理要覧』柴田書店, 1956
- 『標準フランス料理』白水社, 1956
- 『食物事典 食通入門』柴田書店, 1958
- 『西洋食物史』柴田書店, 1961
- 『仏英和料理用語辞典』白水社（1962年）復刻版、三省堂、2010年
- 『司厨士入門』柴田書店, 1964
- 『料理のためのフランス語入門』柴田書店, 1964
- 『食味ノオト』日本経済新聞社, 1972
- 『西洋食事史』（三洋出版貿易）（1977年10月）
- 『わが日本歴史 ― これが真実に近い日本歴史か』（あさを社）（1978年8月）
- 『食の知識とエチケット― 海外旅行を楽しくする』（三洋出版貿易）（1980年6月）
- 『真説日本歴史』（三洋出版貿易）（1982年5月）
- 『フランス料理用語辞典』（日仏料理協会編）白水社（1995年3月）

### 共編著
- 『佛蘭西語新讀本』編. 白水社, 1927.4
- 『標音仏和辞典』編. 白水社, 1931
- 『標準仏蘭西料理全書』全3巻 日本司厨士協同会共編. 日本司厨士協同会, 1938-41
- 『仏蘭西語会話の実例と練習』鈴木信次郎共著. 太陽堂, 1939
- 『和仏小辞典』編. 三笠書房, 1965
- 『新・東京うまい店』編. 柴田書店, 1969
- 『最新フランス語大辞典』林憲一郎,鎌田博夫, 伊東英,ミシェル・ロシェ共編（三笠書房）（1983年12月）

### 翻訳
- レーモン・カルヴェル『パン』 (文庫クセジュ) 白水社, 1965
- R.カルベル『正統フランスパン全書』清水弘煕共訳. パンニュース社, 1970
- エルネスト・パスケー『標準フランス菓子』柴田卓三共訳. 白水社, 1970
- オーギュスト・エスコフィエ『エスコフィエのメニューブック』柴田書店, 1973
- ジャーク・モンタンドン『パンの本 歴史と美食』林憲一郎 共訳. パンニュース社, 1978.1